# Пирогов, Николай Ипатьевич
Никола́й Ипа́тьевич Пирого́в (17 декабря 1905, Большая Нурма, Пектубаевская волость, Уржумский уезд, Вятская губерния, Российская империя — 25 июня 1944, действующий фронт) — марийский советский партийный и комсомольский деятель. Первый секретарь Марийского обкома ВЛКСМ (1929—1931), член Президиума Марийского ОБИК (1931—1934), председатель Йошкар-Олинского городского Совета депутатов (1935—1937). Член ВКП(б) с 1932 года, член ВЛКСМ с 1924 года. Участник Великой Отечественной войны.

## Биография
Родился 17 декабря 1905 года в дер. Большая Нурма ныне Новоторъяльского района Марий Эл в бедной крестьянской семье. С 13 лет был во главе осиротевшей семьи, в начале 1920-х годов батрачил, собирал милостыню.
В 1924 году вступил в ВЛКСМ. В 1927 году окончил Марийскую областную советскую партийную школу. В 1929―1931 годах был ответственным (первым) секретарём Марийского обкома ВЛКСМ. В 1932 году переведён на партийную работу: ответственный секретарь Новоторъяльского райкома ВКП(б). В 1931―1934 годах был членом Президиума Марийского облисполкома. В 1935 году окончил Всесоюзный коммунистический сельскохозяйственный университет им. Я. Свердлова в Москве. В 1935―1937 годах председательствовал в Йошкар-Олинском городском Совете депутатов трудящихся.
16 декабря 1937 года репрессирован, арестован за «покровительство вредителям», исключён из ВКП(б). Приговорён к 10 годам заключения, в 1937―1939 годах отбывал наказание в Каргопольском лагере Архангельской области, в 1939 году добился отмены приговора Верховным Судом СССР.
После освобождения вернулся в Йошкар-Олу на административную работу: в 1939―1940 годах был заместителем начальника конторы «Маритранлес», в 1940―1941 годах руководил Марийской фельдшерско-акушерской школой, с 1941 года вплоть до призыва на фронт ― председатель Марийского кооперативного союза.
В апреле 1942 года призван в Красную Армию. Участник Великой Отечественной войны: командир взвода, роты, замполит стрелкового батальона 171 гвардейского стрелкового полка 1-й гвардейской стрелковой дивизии 11 гвардейской армии на 3-м Белорусском фронте, гвардии капитан. Дважды ранен. Погиб в бою 25 июня 1944 года, похоронен в д. Орехи Витебской области Белорусской ССР.
Награждён орденами Красной Звезды (дважды), Отечественной войны II степени (посмертно).

## Награды
- Орден Отечественной войны II степени (28.08.1944, посмертно)[3][4][7]
- Орден Красной Звезды (1942, 01.07.1943)[3][4]